# Ulrik Rudenschöld
Ulrik Rudenschöld, född den 29 juni 1704 i Stockholm (under föräldrarnas tillfälliga besök), död där den 6 april 1765, var en svensk ämbetsman, skald och ekonom.

## Biografi
Ulrik Rudenschiöld var son till Thorsten Rudeen och Magdalena Wallwijk, samt bror till Carl Rudenschöld. En långvarig sjuklighet i ynglingaåren föranledde Rudenschöld att, efter ett par kortare besök i Uppsala där han blivit student 1717, slå de akademiska studierna ur hågen och söka sig en plats på ämbetsmannabanan. Han lät därför inskriva sig i Kommerskollegium 1726. Följande år uppträdde han vid firandet av drottningens födelsedag inför rikets ständer med ett tal på vers, tryckt med titeln Underdåniga fägnerim, som röjer en erkännansvärd förmåga att avvinna ett utslitet ämne nya synpunkter. 
Såsom ämbetsman väckte han inom kort, oaktat sin ungdom och underordnande ställning, så stor uppmärksamhet, att rikets ständer anslog en större penningsumma åt honom så att han kunde göra resor i främmande länder och samla erfarenhet i sådana ämnen, som tillhörde hans tjänstebefattning. Efter en vistelse i Tyskland och Frankrike 1730–33, befordrades han till notarie i Kommerskollegium. Medlem redan 1737 av en kommission med uppdrag att avgiva betänkande över åtskilliga frågor rörande Finlands ekonomi, uppehöll sig Rudenschöld halvtannat år i nämnda riksdel och avgav sedermera om sina iakttagelser en utförlig berättelse. 
1740 invaldes han i Vetenskapsakademien. Sedan han 1743–44 tjänstgjort som kommissionssekreterare vid en svensk till Spanien avgången beskickning, blev han 1746 anställd som assessor i Kommerskollegium och kort därefter e.o. kommerseråd. Han var en skicklig och nitisk ämbetsman, som även deltog i riksdagsarbetet och han var dessutom ledamot av flera kommissioner. Han hade emellertid en svag hälsa och de sista åren av hans liv var ett långsamt avtynande. Han avled 1763.
Rudenschöld var den poetiskt mest begåvade av sin släkt. Granskare har satt hans skaldegåvor, inte endast över faderns och broderns, utan också över många mer berömda samtida. Därom vittnar hans dikter. Han gav även ut flera ekonomiska skrifter. 
Ulrik Rudenschiöld var ogift.